# Barda
Barda (in francese Barde, in tedesco Rossharnisch, in polacco Zbroja końska, in turco Hayvan Zırh Takımı) è il nome collettivo con cui si indicano tutte le pezze d'arma difensive necessarie per vestire interamente, di tutto punto, un cavallo destinato all'uso bellico (v. cavallo da guerra). Eccettuato solo il frontale, usato ampiamente sin dall'Età del Bronzo, non fu anteriore alla metà del XIV secolo, durante il quale comparve nella sua forma completa. Si declinava in una serie di componenti in cuoio o metallo disposte sulla gualdrappa.
Il vocabolo era anticamente in uso anche ad indicare le pezze d'arma difensive atte a coprire il corpo di un uomo, avendo quindi valenza di sinonimo di armatura.

## Storia
[...]
L'esercito romano seppe assimilare le grandi innovazioni tecnologiche apportate alla cavalleria sia dai Celti sia dai Parti, due popolazioni contro le quali l'Antica Roma visse in una condizione di guerra costante per svariati secoli.

Già al tempo della conquista della Gallia da parte di Gaio Giulio Cesare (58 a.C.-50 a.C.), cioè al tempo della Repubblica romana, le forze di cavalleria romane avevano definitivamente assimilato l'uso celtico di proteggere il corpo del cavallo da guerra con testiera e corazza pettorale. Si trattò di una delle tante innovazioni tecnologico-militari celtiche passate in uso ai soldati romani a seguito delle guerre romano-celtiche.

Fu invece durante l'Impero romano, al tempo del principe Adriano, reduce dalle guerre romano-partiche di Traiano, che la cavalleria dell'Urbe iniziò ad annoverare reparti di Equites cataphractarii con cavalli interamente protetti dalla barda a squame tipica della cavalleria pesante mediorientale.
[...]
(Grassi, Giuseppe (1833), Dizionario militare italiano, 2. ed. ampliata dall'a., Torino, Società Tipografica Libraria, v. I-II, p. 220.)
La tradizione storiografica italiana attribuisce al condottiero Alberico da Barbiano (1349-1409) la creazione della barda tardo-medievale quale oggi la conosciamo: un giaco d'acciaio capace di coprire il quadrupede sino alle ginocchia abbinato ad una testiera dotata di spuntone.

## Costruzione

### Componenti
La Barda, nel suo insieme, è composta dai seguenti elementi:
- Testiera o Frontale (en. Shaffron; de. Rossstirn), per la protezione della testa. Si tratta dell'elemento più antico della barda, utilizzato per i cavalli da guerra sin dall'Età del Bronzo;
- Guardacollo, più raramente Criniera (en. Criniere; de. Kanz), per la protezione del collo;
- Pettiera[2] (en. Peytral; de. Fürbug), per la protezione del petto. Solitamente richiamava i motivi decorativi dell'armatura del cavaliere;
- Sella d'arme con arcioni per assicurare quanta più stabilità possibile al cavaliere corazzato;
- Fiancale[3] (en. Flanchard; de. Ohrenbecher), per la protezione dei fianchi dell'animale, dalle spalle alle cosce. Potevano interagire/integrarsi con gli arcioni della sella d'arme;
- Groppiera o Groppo (en. Croupiere; de. Krupper), per la protezione della groppa; composta da due falde che restano solitamente divise sotto la coda. Come la pettiera, era spesso riccamente decorata da sbalzi ed incisioni intonate alla panoplia del cavaliere.

La Barda era poi spesso portata congiuntamente alla Gualdrappa, con la quale andava ad interagire.

Oggi, la quasi totalità della nomenclatura relativa alle componenti della barda è passata ad indicare il finimento calzato dall'equino sulla zona corporea anticamente protettata da armatura.

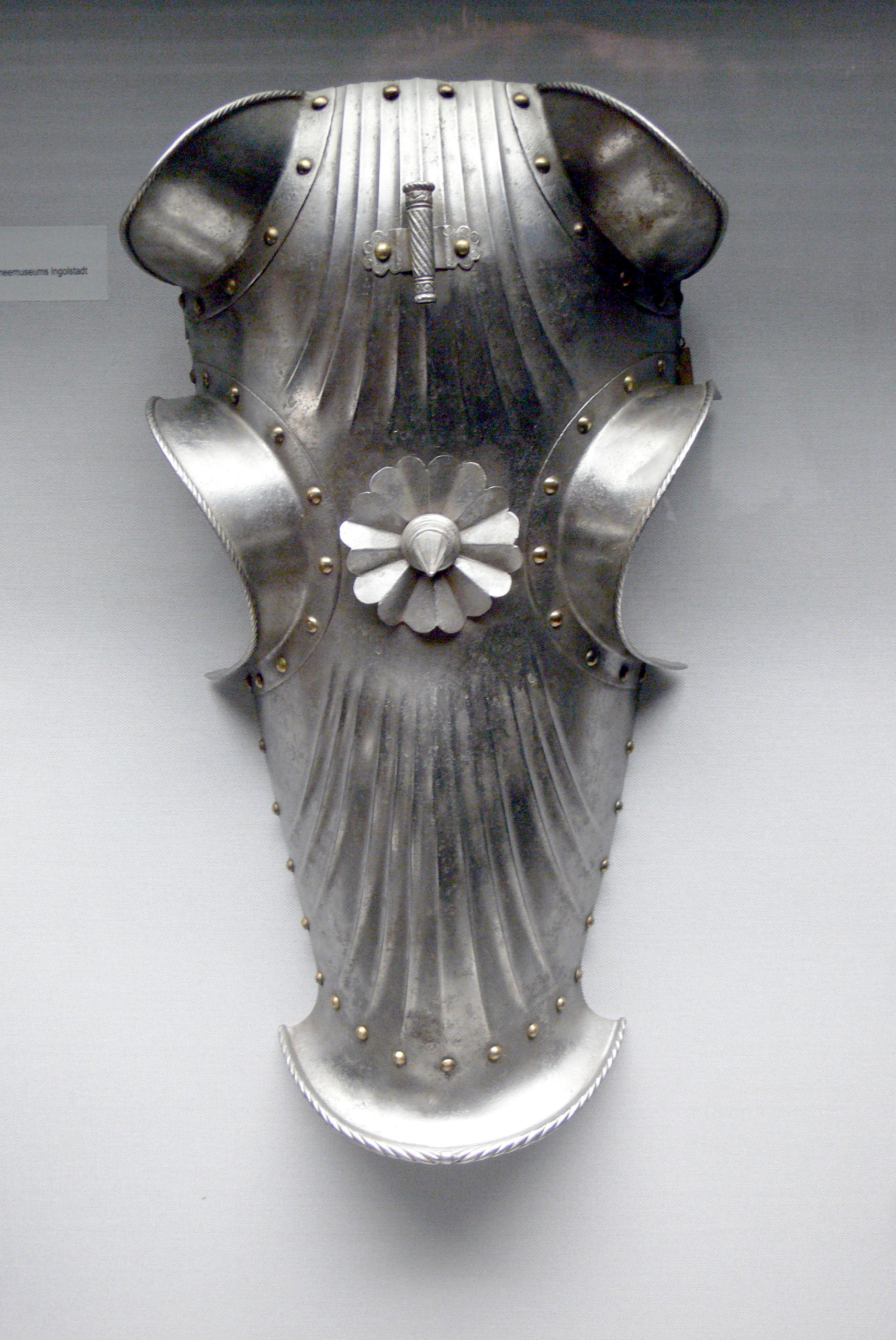
Testiera europea (1520) - Oberhausmuseum di Passavia
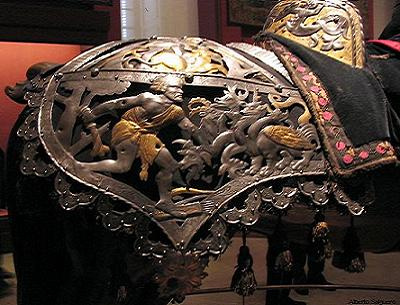
Groppiera europea commissionata da Carlo V d'Asburgo - Armeria del Palazzo reale di Madrid

### Varianti
- Catafratta (dal lat. cataphracta, gr. καταϕράκτης, "coprire d'armatura"), la gualdrappa in squame metalliche utilizzata per bardare il cavallo dei catafratti. Può essere considerata l'archetipo dal quale sviluppò la barda basso-medievale europea vera e propria. Il vocabolo era il medesimo utilizzato per indicare la veste a squame metalliche indossata dal cavaliere.
- Uma yoroi, barda sviluppata in Giappone durante il Periodo Edo.